# Purina

Estructura química de l'adenina

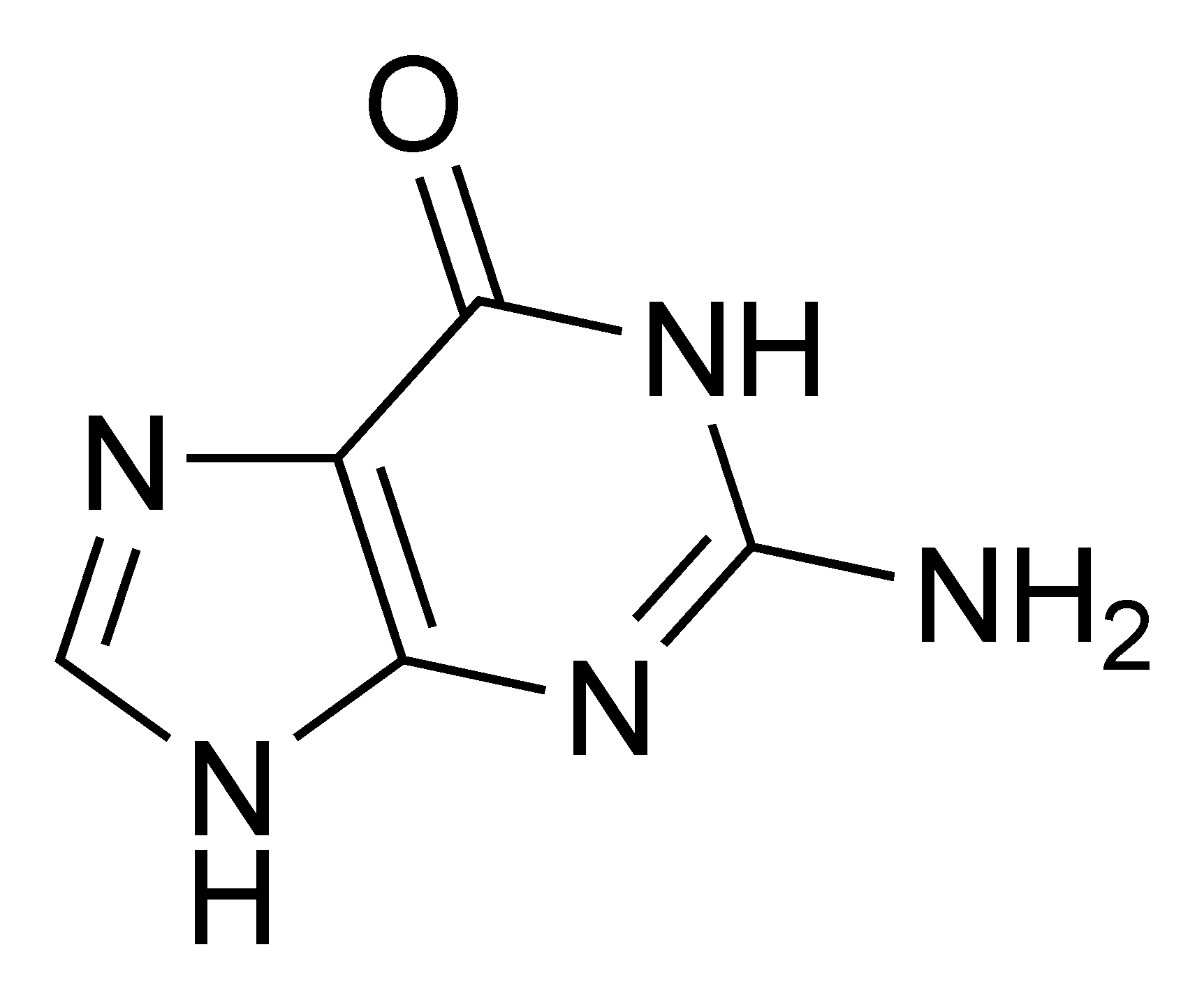
Estructura química de la guanina

Les purines són uns compostos orgànics bicíclics, és a dir, formats per dos anells units entre si. D'aquests anells, l'un té tres àtoms de carboni i dos de nitrogen i l'altre en té quatre de carboni i dos de nitrogen. Dos dels àtoms de carboni són comuns als dos anells.
Dues de les bases nitrogenades dels àcids nucleics, l'adenina i la guanina, són purines.
En l'ADN, aquestes bases, per mitjà d'enllaços de pont d'hidrogen, s'uneixen amb les seues complementàries: la timina i la citosina, que són pirimidines.
| Purina | Pirimidina |
| ------ | ---------- |
| A      | T          |
| G      | C          |

En l'ARN, la complementària de l'adenina és l'uracil i no la timina.
| Purina | Pirimidina |
| ------ | ---------- |
| A      | U          |
| G      | C          |

Quan les purines són metabolitzades es degraden en àcid úric que, si cristal·litza en les articulacions, pot provocar gota.
La pèrdua de guanina o adenina per l'eliminació de l'enllaç glucosídic entre la base i la desoxirribosa, és una lesió de l'ADN que s'anomena despurinització.

## Etimologia
El mot purine (pura urina) fou definit per Emil Fischer en 1884.